# 259年
| 千纪： | 1千纪                                                                                           |
| 世纪： | 2世纪 \| 3世纪 \| 4世纪                                                                         |
| 年代： | 220年代 \| 230年代 \| 240年代 \| 250年代 \| 260年代 \| 270年代 \| 280年代                       |
| 年份： | 254年 \| 255年 \| 256年 \| 257年 \| 258年 \| 259年 \| 260年 \| 261年 \| 262年 \| 263年 \| 264年 |
| 纪年： | 己卯年（兔年）；曹魏甘露四年；蜀汉景耀二年；东吴永安二年                                        |

## 大事记
- 中國
  - 1月17日，東吳皇帝孫休誅殺孫綝。
- 羅馬帝國
  - 萊茵河地區的羅馬將領波斯杜穆斯自立爲帝，建立高盧帝國，包括高盧、不列顛、西班牙大部。

## 各国领袖

### 亞洲
- 中國（三国）
  - 蜀漢皇帝：后主刘禅（223年－263年）
  - 曹魏皇帝：魏高贵乡公曹髦（254年－260年）
    - 曹魏大將軍、录尚书事司马昭（255年－264年）

  - 孙吴皇帝：吴景帝孙休（258年－264年）
- 拓跋部 - 拓跋力微, 鲜卑大人（219年－277年）
- 日本- 神功皇后（攝政，200年－270年）
- 朝鲜半岛（朝鲜三国时代）
  - 百济 - 古尔王，百济王 （234年－286年）
  - 伽耶 -

  1. 居登王，伽耶君主（199年－259年）
  2. 麻品王，伽耶君主（259年－291年）

  - 高句丽 - 中川王，高句丽王（248年－270年）
  - 新罗 - 沾解尼師今，新罗王（247年－261年）
- 亚美尼亚- 梯里达底三世，亚美尼亚王（252年－287年）
- 伊比利亚 - 米尔达特二世，伊比利亚国王（249年－265年）
- 贵霜帝国 - 婆什色迦（英语：Vāsishka），贵霜君主（240年－265年）
- 巴克特里亞与健馱邏國- Peroz一世（250年－265年）
- 波斯萨珊王朝 - 沙普尔一世，波斯国王（241年－272年）
- 印度笈多王朝 - 室利笈多（英语：Gupta (king)），笈多国王（240年－280年）
- 泰米尔哲罗王朝 - Perumkadungo（257年－287年）
- 西薩特拉普王朝- Rudrasen二世（256年－278年）

### 欧洲
- 罗马帝国 - 
  - 瓦勒良，罗马皇帝（东部，253年－260年）
  - 加里恩努斯，罗马皇帝（西部，253年－268年）
  - 奥登纳图斯，东方（巴尔米拉）总督（258年－267年）

### 非洲
- 库施王朝 - Teqorideamani，（246年－266年）

## 出生
- 司馬衷，即晉惠帝，為西晉第二任皇帝。
- 楊芷，晉武帝司馬炎第二任皇后。
- 陶侃，晉朝著名將領。

## 逝世
- 王昶，曹魏重要將領。
- 張魯（？）